# Zwitserse frank

Koers CHF - EUR.

De Zwitserse frank is de munteenheid van Zwitserland en Liechtenstein.
De frank (Duits: Franken, Frans en Reto-Romaans: franc, Italiaans: franco) is verdeeld in 100 rappen (Duits: ein Rappen, zwei Rappen of zwei Rappens, Frans: centime, Italiaans: centesimo, Reto-Romaans: rap).
De officiële naam van Zwitserland ("Zwitsers Eedgenootschap") wordt op de munten in het Latijn (Confoederatio Helvetica) geschreven, zodat geen van de vier officiële talen van Zwitserland tekort wordt gedaan. De munten worden geslagen door Swissmint.

## Wisselkoers
Op 6 september 2011 besloot de Zwitserse Nationale Bank om een minimum wisselkoers van EUR 0,83 in te stellen. Hiermee wilde men de Zwitserse munt behoeden voor een te sterke stijging vanwege de zorgen over de euro. Sindsdien is de wisselkoers, behalve voor zeer korte tijd in april 2012, altijd boven EUR 0,83 gebleven.
Op 15 januari 2015 maakte de bank bekend dat de wisselkoers vrijgegeven werd. De koers van de frank ten opzichte van de euro steeg naar EUR 0,95 en bleef rond die koers lange tijd zweven. Medio 2018 was de koers weer gedaald naar 0,84, maar is sindsdien redelijk gelijkmatig in waarde gestegen en kwam eind 2023 boven de 1,05 uit.

## Munten
De volgende munten zijn in gebruik
| Munt      | kleur       | opmerking                                     | afbeelding |
| --------- | ----------- | --------------------------------------------- | ---------- |
| 5 rappen  | koper       | kleinste munt, afbeelding van Libertas        | 5 rappen   |
| 10 rappen | kopernikkel | afbeelding van Libertas                       | 10 rappen  |
| 20 rappen | kopernikkel | afbeelding van Libertas                       | 20 rappen  |
| ½ frank   | kopernikkel | munt is kleiner dan het 10 rappenstuk         | 50 rappen  |
| 1 frank   | kopernikkel | munt is net iets groter dan het 20 rappenstuk | 1 frank    |
| 2 frank   | kopernikkel |                                               | 2 frank    |
| 5 frank   | kopernikkel | de grootste en zwaarste munt                  | 5 frank    |

De munten van ½, 1, 2 en 5 franken waren tot 1967 van zilver. Die van 1 en 2 rappen worden sinds ca. 1978 niet meer gebruikt; hoewel de munt van 1 rappen officieel betaalmiddel bleef, werden alle prijzen afgerond op 5 rappen. De Zwitserse Nationale Bank heeft dat bereikt door de munt van 1 rappen te verkopen tegen 4 rappen per stuk (de toenmalige productiekosten). Per 1 januari 2007 is de munt van 1 rappen afgeschaft omdat de productie ca. 11 rappen per stuk kostte.
Op de zijkant van de 5 frank-munt prijkt de latijnse spreuk: "dominus providebit", wat "de Heer zal voorzien" betekent.

## Papiergeld
| nominale waarde | voorzijde | achterzijde | levendige beschrijving  |                   | nominale waarde | voorzijde | achterzijde        | levendige beschrijving |
| 10 frank        |           |             | Le Corbusier            | 10 frank (2017)   |                 |           | thema tijd         |                        |
| 20 frank        |           |             | Arthur Honegger         | 20 frank (2017)   |                 |           | thema licht        |                        |
| 50 frank        |           |             | Sophie Taeuber-Arp      | 50 frank (2016)   |                 |           | thema wind         |                        |
| 100 frank       |           |             | Alberto Giacometti      | 100 frank (2019)  |                 |           | thema water        |                        |
| 200 frank       |           |             | Charles Ferdinand Ramuz | 200 frank (2018)  |                 |           | thema wetenschap   |                        |
| 1000 frank      |           |             | Jacob Burckhardt        | 1000 frank (2019) |                 |           | thema communicatie |                        |